# 1851年12月2日のクーデター
1851年12月2日のクーデター（仏: Coup d'État du 2 décembre 1851）は、フランス共和国大統領を3年間務めたルイ・ナポレオン・ボナパルトが、第二共和国憲法で再選が禁じられていたにもかかわらず、任期終了の数ヶ月前に権力維持を図った行為のことである。

## 概要
1851年12月2日の朝、ルイ・ナポレオン・ボナパルトは、国民議会の解散、男性参政権の回復、選挙の呼びかけ、第二共和国の後を継ぐ新憲法の準備を宣言する6つの政令を発布した。1848年2月に宣言された第二共和国は、4年弱続いた。
パリの人々は、政治的権利の一部を剥奪した保守的な議会を擁護しようとして消極的な反応を示したが、30州ほどの農村部ではそうではなかった。共和党員が武装して首都を行進している地域もあったが、共和党員（ヴィクトル・シュールヒャー、ヴィクトル・ユーゴー、ジャン＝バティスト・ボーダン...）がパリや地方で主導した抵抗運動は、教団に参加していない教団員（ラコルデール神父、ブログリ王子）の軍隊により数日で粉砕された。パリでは数百人の人々が犠牲になったが、軍隊が行った反乱軍の衝突や略式処刑については、総合的な評価はされずに終わっている。このようにヴァールでは、武装が不十分であった共和党の隊列は軍隊によって簡単に粉砕され、数日間で60人から90人ほどの死者を出した。
フランス全土で27,000人以上が逮捕され、起訴された。この抵抗運動の様相は、ボナパルト派のプロパガンダにより「ジャクリー」として提示され、その強硬な弾圧は、1852年に向けて準備された社会戦争の神話に回顧的な信憑性を与え、新政権に結集した多くの人々の恐怖を煽ることとなった。その後、ボナパルト派と社会の幹部との間で、次の8年間の同盟のための条件を生み出した。実際、政府のプロパガンダは人々の噂話によって拡散し、非武装の警官の虐殺、組織的なレイプなど、いくつかのローカルなエピソードを不必要に拡大することとなった。共和国の擁護者が堅守しようとする憲法上の合法性に直面し、ボナパルト派は、憲法よりも優れた権威である「普遍的な参政権」と、唯一の合法性を創出可能な「国民の直接的な信頼」に反対することを好むようになっていた。
ルイ・ナポレオンは国民への呼びかけに応じて、男性参政権を復活させ、12月20日から21日にかけて国民を召喚し、彼の行動と改革を承認させるための国民投票を実施した。それから1年も経たないうちに、1852年12月2日、別の国民投票を経て第二帝国が成立し、ルイ・ナポレオン・ボナパルトが「フランス皇帝ナポレオン3世」となった。